# 拉脫維亞社會主義蘇維埃共和國

拉脫維亞社會主義蘇維埃共和國国旗

拉脫維亞社會主義蘇維埃共和國是拉脫維亞獨立戰爭時期出現的一個社會主義共和國，成立於1918年12月17日。1919年春季開始，拉脫維亞共和国军队開始反擊蘇維埃軍隊，並于1919年5月22日攻占首都里加。1920年，拉脫維亞社會主義蘇維埃共和國灭亡。拉脫維亞社會主義蘇維埃共和國的首任人民委员会委员为彼得·斯图奇卡。